# Leia Organa
Prinsessan Leia Organa av Alderaan, senare känd som General Leia Organa, är en av huvudrollsfigurerna i de tre ursprungliga Stjärnornas krig-filmerna (episod IV–VI) som spelades in 1977–1983. Hon spelas av Carrie Fisher.

## Fiktiv biografi
Leia är tvillingsyster till Luke Skywalker och dotter till Anakin Skywalker (Darth Vader) och Padmé Amidala. Obi-Wan Kenobi och Yoda beslutade att barnen skulle växa upp åtskilda för att skydda dem från kejsare Palpatine och deras onde far. Leia och Luke växer därför upp utan att ha en aning om varandra. Leia adopterades av senator Bail Organa och hans hustru, drottning Breha Organa, och växer upp på planeten Alderaan, medan Luke växer upp hos sin faster och farbror på planeten Tatooine.
Leia dyker upp första gången i inledningen av Stjärnornas krig. Hon är en av de ledande personerna i den rebellrörelse som bekämpar det onda Rymdimperiet som leds av kejsar Palpatine. Hon har lyckats stjäla ritningarna till Imperiets nya supervapen – Dödsstjärnan – och är på väg till Obi-Wan Kenobi för att få den gamle Jediriddaren att ansluta sig till rebellerna. Leia tas dock till fånga av Darth Vader (som dock inte vet att hon är hans dotter) och förs till Dödsstjärnan. Innan Leia tas till fånga har hon dock lyckats smuggla ut ritningarna via droiden R2-D2. Under hot om att Leias hemplanet Alderaan ska förintas pekar Leia osanningsenligt ut planeten Dantooine som hemvisten för rebellernas hemliga bas. För att få visa upp Dödsstjärnans kapacitet ger Grand Moff Tarkin (Dödsstjärnans högste befälhavare) ändå order om att förinta Alderaan.
Senare befrias Leia av Luke Skywalker och Han Solo och de lyckas fly från Dödsstjärnan till rebellernas bas på Yavin IV. Efter att rebellerna lyckats förstöra Dödsstjärnan blir Leia mycket nära vän med Luke och så småningom förälskad i Han Solo. I slutet av Rymdimperiet slår tillbaka tar Darth Vader Leia och Han till fånga. Han Solo blir torterad, nedfryst och skickas som väggprydnad till gangstern Jabba the Hutt och Leia är förtvivlad. Innan Han blir nedfryst ger hon sin kärleksförklaring till Han som får det bekräftat han redan visste. Med hjälp av Hans vän Lando Calrissian lyckas dock Leia och Chewbacca att fly och hon räddar även livet på Luke, under flykten. 
Ett år senare är Leia med när Luke och Lando Calrissian befriar Han Solo. Leia som klätt ut sig till prisjägare tinar upp Han som först inte vet vem han pratar med. Leia svarar someone who loves you. Jabba lyckas dock hindra deras flykt men Luke kommer till undsättning. Leia dödar Jabba genom att strypa honom.
Slutligen i Jedins återkomst berättar Luke för Leia att de är tvillingar. Luke själv har nyligen fått vetskap om deras nära släktskap av en döende Yoda och Obi-Wan Kenobis ande. Tillsammans med Han Solo lyckas Leia och deras medhjälpare förstöra den generator som är belägen på månen Endor och som är nödvändig för att den nya Dödsstjärnan ska fungera och rebellerna kan därmed attackera den. Han Solo märker att Leia och Luke har ett starkt band och tror att de är kära i varandra men Leia lugnar honom genom att berätta om syskonskapet. Jedins återkomst avslutas med att Leia, Luke och Han firar segern över Imperiet tillsammans.
I episode VII, Star Wars: The Force Awakens, har Leia en son tillsammans med Han. Sonen, Ben Solo, har gått över till den mörka sidan och tagit namnet Kylo Ren.
I bokserien Young Jedi Knights (där handlingen utspelar sig flera år efter händelserna i Jedins återkomst) har Leia gift sig med Han Solo och fått tre barn, tvillingarna Jacen och Jaina och den yngre sonen Anakin. Luke har också tränat sin tvillingsyster till Jediriddare. Luke, Leia och resten av familjen bor nu på planeten Coruscant.